# 小行星3960
小行星3960（3960 Chaliubieju）是一颗绕太阳运转的小行星，为主小行星带小行星。该小行星于1955年1月20日，由中国科学院紫金山天文台台长张钰哲和助手张家祥发现。

## 轨道参数
小行星3960的轨道半长轴为2.6399606 UA，离心率为0.281。